# Suzanne Berlioux
Pour les articles homonymes, voir Berlioux.
Suzanne Berlioux, née Pointcarré, née le 14 février 1898 à Nogent et morte 21 juin 1984 à Niort, est une entraîneuse de natation française. Elle a notamment entraîné les championnes de natation Christine Caron et Françoise Letellier.

## Parcours
Suzanne Jeanne Poicarré naît le 14 février 1898 à Nogent. Après des cours par correspondance, elle obtient le brevet supérieur, le certificat d’aptitude au professorat, et le certificat d’aptitude à l’enseignement de la gymnastique, puis elle exerce le métier d'institutrice.
Elle est entraîneuse de natation au Racing Club de France de 1942 à 1973 et entraîneuse de l’équipe de France de natation féminine de 1953 à 1962. Elle suivra notamment ses deux filles Lucette et Monique (la cadette en équipe nationale), Rose-Marie Piacentini et Christine Caron.

## Décorations

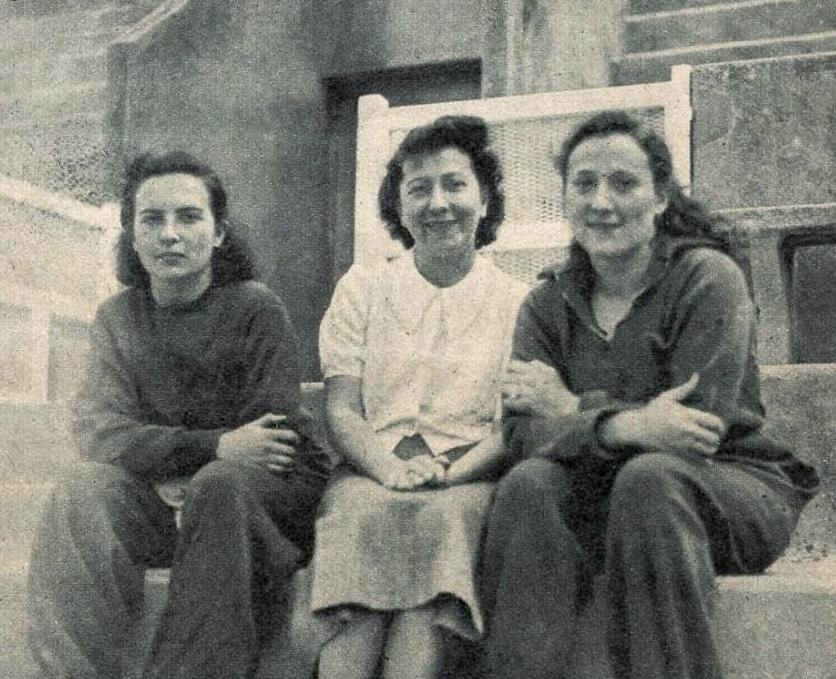
De g. à d. Monique, Suzanne et Lucette Berlioux, en août 1939.

- Chevalière de la Légion d'honneur[Quand ?]
- Commandeur de l'ordre du Mérite sportif‎
- Médaille d’or de l’éducation physique.

## Honneurs
On a donné son nom au centre sportif Suzanne-Berlioux, composé du gymnase Suzanne-Berlioux et de la piscine Suzanne-Berlioux, centre souterrain situé dans le Forum des Halles, dans le quartier des Halles du 1er arrondissement de Paris.